# Президентские выборы в Нигерии (2023)
Президентские выборы 2023 года в Нигерии прошли 25 февраля. На них были избраны Президент Нигерии, члены Сената и депутаты Палаты представителей

## Результаты
| Кандидат                            | Партия                              | Голоса     | %     |
| ----------------------------------- | ----------------------------------- | ---------- | ----- |
| Бола Тинубу                         | Всеобщий прогрессивный конгресс     | 8,724,796  | 37,62 |
| Атику Абубакар                      | Народно-демократическая партия      | 6,984,520  | 29,88 |
| Петер Оби                           | Лейбористская партия                | 6,101,533  | 26,10 |
| Рабиу Кванаквасо                    | Новая народная партия Нигерии       | 1,496,687  | 6,40  |
| Недействительных бюллетеней         | Недействительных бюллетеней         | 1,289,607  | -     |
| Всего                               | Всего                               | 23,377,466 | 100   |
| Зарегистрированных избирателей/Явка | Зарегистрированных избирателей/Явка | 93,469,008 | 34,75 |